# Organização Especial (Argélia)
A Organização Especial (em francês:  Organisation spéciale, OS), fundada oficialmente em 15 de fevereiro de 1947, foi o braço armado clandestino do Movimento pelo Triunfo das Liberdades Democráticas (MTLD), partido de Messali Hadj. Foi desmantelada pela polícia francesa no final de 1950.

## Contexto político e fundação
Os massacres de Sétif, Guelma e Kherrata de 8 de maio de 1945 fortaleceram a posição dos partidários de ações violentas pela independência da Argélia.
Após a sua dissolução em 1939 pelas autoridades francesas, o Partido Popular Argelino (PPA) deixou de ter existência legal.
O congresso do movimento nacionalista convocado de 15 a 16 de fevereiro de 1947 endossou a via eleitoral.
Enquanto o já clandestino PPA monitorava o MTLD, coexistindo com ele, uma organização militar secreta foi criada: a Organização Especial, fundada oficialmente em 18 de fevereiro de 1947; esta data de 18 de fevereiro foi, de qualquer forma, mantida em 1992 para estabelecer o “Dia Nacional do Chahid”.

## Desmantelamento
Em 1950, a Organização Especial foi desmantelada pela polícia francesa, destruindo suas estruturas, prendendo centenas de militantes e obrigando os que fugiram à inação.
A descoberta da organização pelas autoridades francesas leva à sua dissolução. Vários de seus membros importantes foram julgados e condenados à revelia por sua responsabilidade em vários ataques. A Organização Especial optará por se manter afastada das dissensões que opõem os dois clãs antagônicos, centralistas e messalistas, dentro do MTLD.